# 6747 Ozegahara
A 6747 Ozegahara (ideiglenes jelöléssel 1995 UT3) a Naprendszer kisbolygóövében található aszteroida. Kobajasi Takao fedezte fel 1995. október 20-án.